# Xuất khẩu lao động Việt Nam

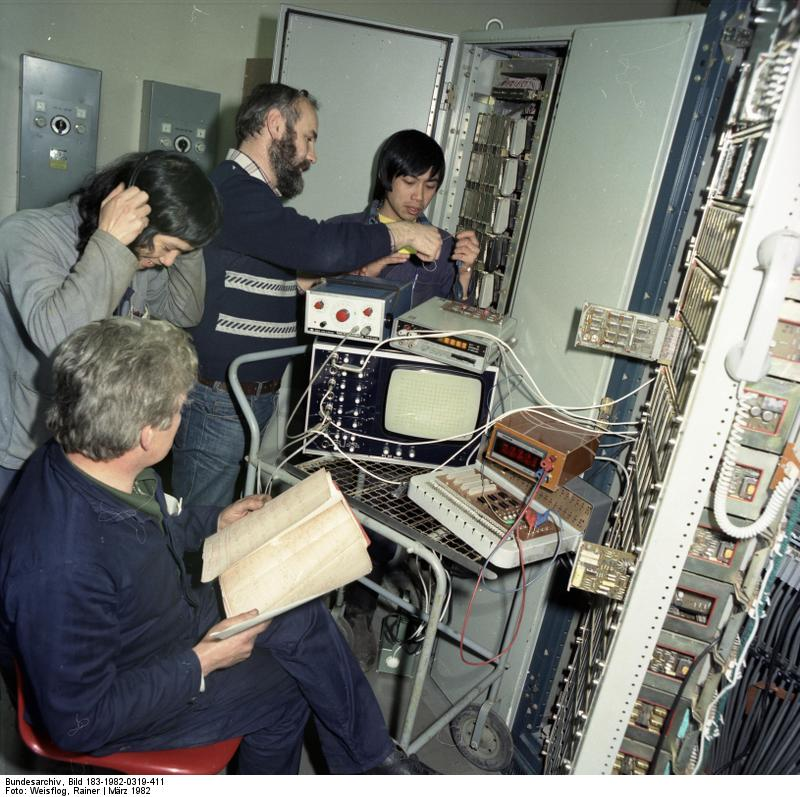
Lao động Việt Nam được khai thác, đào tạo tại Đông Đức năm 1982.

Xuất khẩu lao động Việt Nam ra nước ngoài, thường gọi tắt là Xuất khẩu lao động Việt Nam, là hoạt động kinh tế dưới hình thức cung ứng lao động Việt Nam ra nước ngoài theo hợp đồng có thời hạn, phục vụ cho nhu cầu nhân công lao động của doanh nghiệp nước ngoài. Hoạt động này bắt đầu từ năm 1980 dưới hình thức hợp tác lao động với các nước Xã hội chủ nghĩa, trong tình hình kinh tế Việt Nam đang gặp nhiều khó khăn. Kết quả đã đem lại nhiều thuận lợi cho đất nước. Từ khi cơ chế thay đổi năm 1991, hoạt động xuất khẩu lao động phát triển mạnh mẽ, mở rộng thị trường ra nhiều quốc gia và vùng lãnh thổ. Bước sang thế kỷ XXI, có sự tăng đột biến lượng lao động Việt Nam xuất khẩu sang nước ngoài, nhiều nhất tại ba thị trường Nhật Bản, Đài Loan và Hàn Quốc.
Xuất khẩu lao động góp phần giải quyết việc làm và cải thiện đời sống cho nhiều người dân , tăng nguồn ngoại tệ cho đất nước và nhiều lợi ích kinh tế khác. Tuy nhiên, bên cạnh đó diễn ra song song những vấn đề bất cập về cơ chế, chính sách, quản lý từ cả hai phía trong và ngoài nước, những hạn chế về trình độ và ý thức người lao động, tình trạng lưu trú bất hợp pháp . Ngoài ra, người lao động còn có thể đối mặt với việc bị lừa đảo, bóc lột và ngược đãi.

## Hình thức
Có 5 hình thức xuất khẩu lao động sang nước ngoài:
- Hiệp định chính phủ ký kết giữa hai nước
- Hợp tác lao động và chuyên gia
- Thông qua doanh nghiệp Việt Nam nhận thầu, khoán xây dựng công trình, liên doanh, liên kết chia sản phẩm ở nước ngoài và đầu tư ra nước ngoài
- Thông qua các doanh nghiệp Việt Nam làm dịch vụ cung ứng lao động (chủ yếu)
- Người lao động trực tiếp ký hợp đồng lao động với cá nhân, tổ chức nước ngoài.

## Đối tượng liên quan

### Cơ quan chính phủ và Cục Quản lý Lao động
Cục Quản lý lao Động Ngoài nước (có tên giao dịch quốc tế là Department of Overseas Labour, viết tắt là DOLAB) trực thuộc Bộ Lao động - Thương binh và Xã hội có các nhiệm vụ chính như thực hiện chiến lược, chương trình, kế hoạch dài hạn và hàng năm, dự án, đề án về đưa người lao động Việt Nam đi làm việc ở nước ngoài theo hợp đồng; nghiên cứu định hướng phát triển về khai thác thị trường lao động ngoài nước; tổ chức quản lý, bảo vệ quyền, lợi ích hợp pháp và xử lý những vấn đề liên quan đến người lao động; thu, quản lý và sử dụng các nguồn thu từ hoạt động đưa người lao động đi làm việc ở nước ngoài... Tại mỗi quốc gia có người lao động Việt Nam còn có các Ban Quản lý Lao động tại địa phương.

### Doanh nghiệp tuyển dụng lao động
Các doanh nghiệp này ngoài những quốc gia phát triển, phần lớn là những quốc gia đang phát triển, có nhu cầu tuyển dụng lao động cao. Họ có thể tư vấn, tuyển dụng lao động trực tiếp tại địa phương, hiệp định ký kết giữa các chính phủ hoặc thông qua công ty môi giới.

### Công ty xuất khẩu lao động
Danh sách doanh nghiệp đủ điều kiện đưa thực tập sinh sang Nhật Bản được cập nhật đến 15/07/2020 có 376 doanh nghiệp. trong đó có khoảng 60% doanh nghiệp 100% vốn Nhà nước hoặc cổ phần có vốn Nhà nước chi phối. Công ty làm nhiệm vụ giới thiệu, đào tạo, thủ tục đi nước ngoài, lo nơi định cư, giấy tờ, hợp đồng lao động,... cho người lao động. Đổi lại, lao động chi trả cho công ty khoản phí gọi là phí môi giới không quá 3600 đô la.

### Người lao động xuất khẩu
Người đi lao động xuất khẩu gồm lao động phổ thông  và lao động có tay nghề. Người xuất khẩu theo dạng lao động phổ thông thường là những nông dân hay là người các tỉnh nghèo, người dân tộc, vì muốn tăng thêm thu nhập cho gia đình. Người đi lao động thường phải chịu chi phí cao trước khi xuất hành, có thể rơi vào điều kiện làm việc kham khổ, và đôi khi là nạn nhân của lừa đảo, bóc lột, buôn người.
Theo báo cáo của 10 tỉnh, thành phố được giám sát, tỷ lệ lao động có tay nghề khoảng 20-30%, chủ yếu làm lao động làm các công việc giản đơn, phổ thông ở các thị trường có thu nhập thấp. 70-80% người lao động không được tuyển dụng trực tiếp mà phải thông qua môi giới.

## Quá trình phát triển

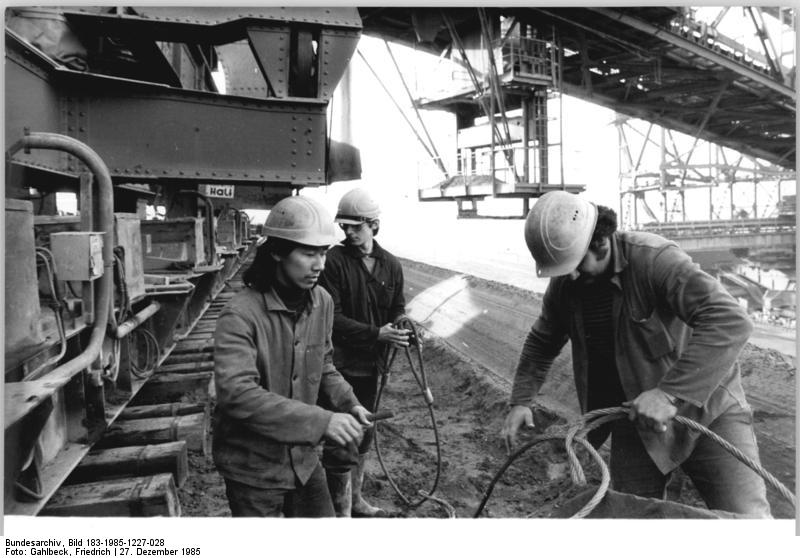
Người lao động Việt Nam tại Đức năm 1985

### Giai đoạn từ 1980 đến 1991

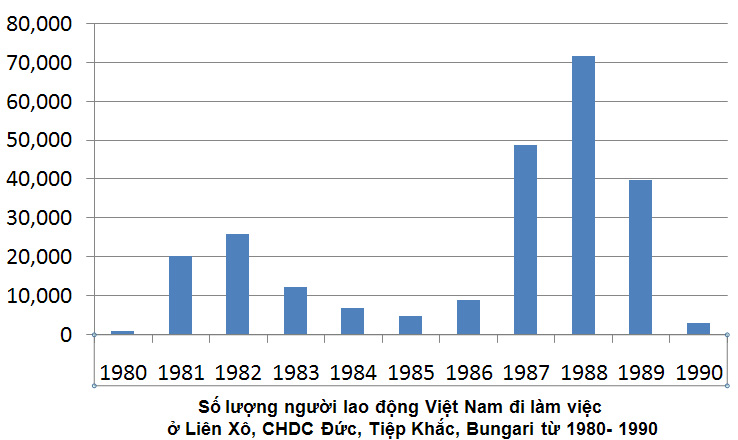
Số lượng người lao động Việt Nam đi làm ở Liên Xô, CHDC Đức, Tiệp Khắc, Bungari từ 1980- 1990.

Cuối những năm thập niên 70 và đầu 80, kinh tế Việt Nam trong tình cảnh gặp nhiều khó khăn, sản xuất công nghiệp trì trệ, mô hình hợp tác xã không tạo ra cạnh tranh nên không kích thích được sản xuất. Thêm vào đó là các khoản nợ sau chiến tranh cần phải trả và hai cuộc chiến tranh biên giới Tây Nam và phía Bắc ảnh hưởng nặng nề lên nền kinh tế. Do đó, chính quyền chủ trương đưa lao động ra làm việc tại các nước Xã hội chủ nghĩa ở Liên Xô và Đông Âu.
Năm 1980, Việt Nam bắt đầu xuất khẩu lao động đi làm việc có thời hạn ở nước ngoài với hình thức chủ yếu là hợp tác sử dụng lao động thông qua các Hiệp định Chính phủ trực tiếp ký kết. Trong giai đoạn này, gần 245.000 lao động và chuyên gia đang làm việc tại các nhà máy, xí nghiệp trong nước được đưa đến 4 nước Xã hội chủ nghĩa (Liên Xô, CHDC Đức, Tiệp Khắc và Bungari). Bên cạnh đưa người đi lao động, Việt Nam cũng đã ký kết về hợp tác chuyên gia trong các lĩnh vực: y tế, giáo dục, nông nghiệp với một số quốc gia châu Phi (Libya, Angeri, Angola, Mozambique, Congo, Madagascar) với con số người đưa sang là 7.200 người; Trung Đông (Iraq) khoảng 18.000 người. Bên cạnh đó, gần 24.000 thực tập sinh và học sinh học nghề tại các nước Đông Âu đã chuyển sang lao động trong những năm thập niên 80. Tổng số lao động được đưa đi trong thời kì này gần 300.000 người.
Theo thống kê của cơ quan chuyên trách, từ năm 1980 đến 1989, ngân sách nhà nước đã thu được khoảng 800 tỷ đồng và hơn 300 triệu USD, một khoản tiền lớn tại thời điểm lúc đó. Ngoài giảm bớt số người thất nghiệp trong nước; người lao động được tiếp cận với công nghệ mới và gửi về nước một khối lượng hàng hóa tiêu dùng khá lớn, giúp cải thiện cuộc sống gia đình tại Việt Nam trong thời kỳ khó khăn.
Năm 1989, có nhiều biến động chính trị lớn xảy ra tại các nước Xã hội chủ nghĩa Đông Âu và khủng hoảng kinh tế, chính trị tại nhiều nước châu Phi, dẫn đến phần lớn các nước này không còn nhu cầu nhận lao động từ Việt Nam. Sau khi nước Đức tái thống nhất vào năm 1990, những công nhân chưa hết hợp đồng được đền bù để trở về nước.

### Giai đoạn 1991 đến 2001

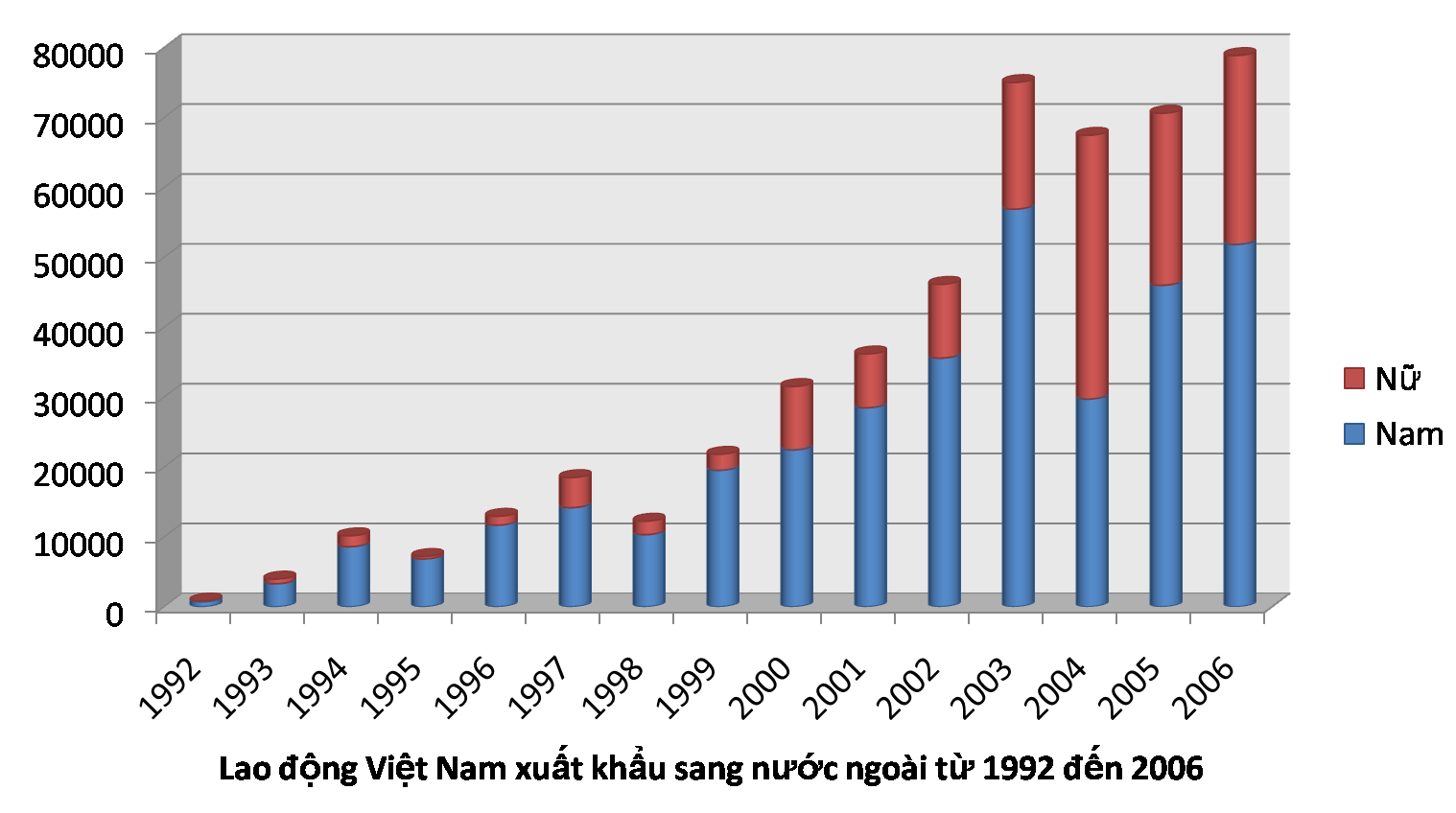
Lao động Việt Nam làm ở nước ngoài từ 1992 đến 2006 theo giới tính.

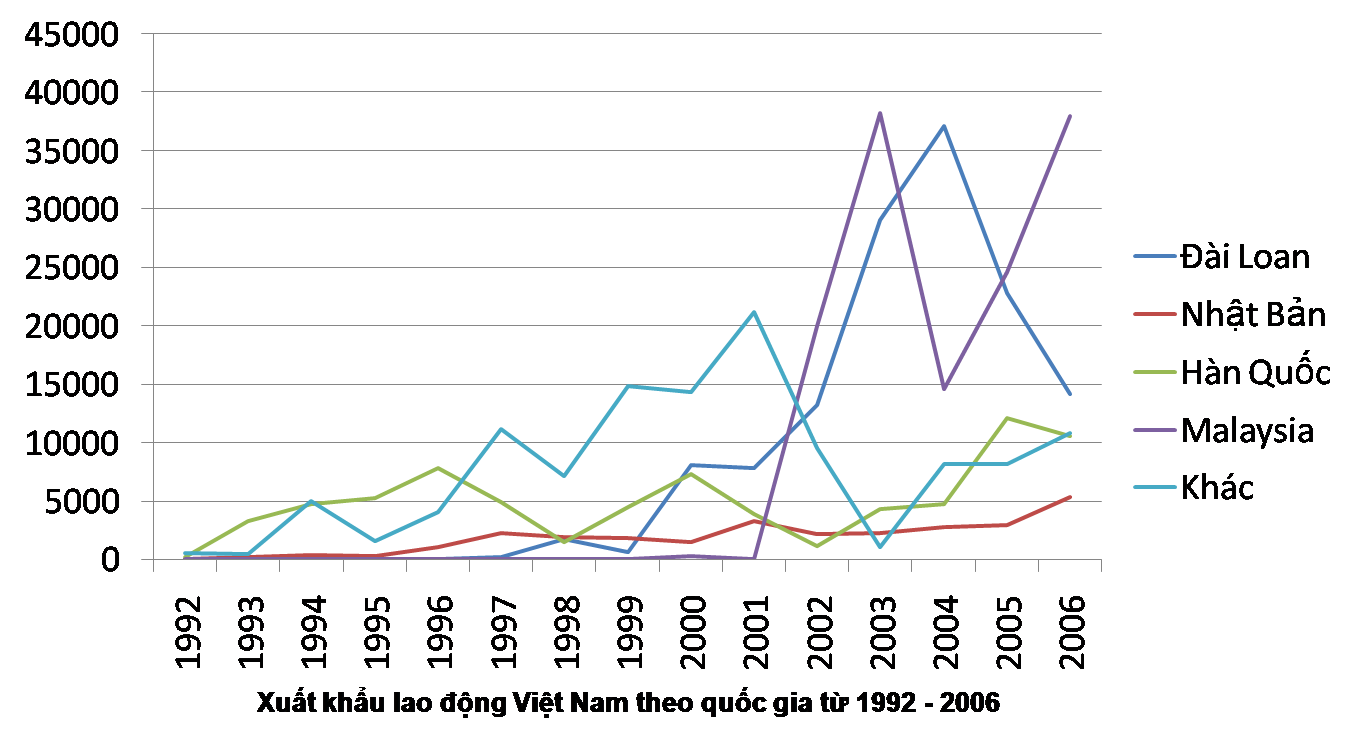
Lao động Việt Nam làm ở nước ngoài từ 1992 đến 2006 theo quốc gia.

Tình hình và nhu cầu thực tiễn cùng với việc cơ chế quản lý kinh tế Việt Nam đang trong thời kỳ đổi mới dẫn đến những thay đổi về cơ chế hoạt động xuất khẩu lao động từ phía chính quyền. Ngày ngày 9 tháng 11 năm 1991, Nghị định về đưa người đi lao động có thời hạn ở nước ngoài ra đời. Cụ thể, các tổ chức doanh nghiệp được cấp phép kinh doanh dịch vụ xuất khẩu lao động thông qua hợp đồng ký với nước ngoài. Cơ chế này đã đẩy mạnh hoạt động xuất khẩu lao động Việt Nam, mở rộng thị trường xuất khẩu. Số lao động đưa đi nước ngoài tăng đều mỗi năm. Tổng lao động xuất khẩu trong giai đoạn này gần 160.000 người.
Có sự thay đổi về thị trường trong giai đoạn này. Ban đầu, Việt Nam xuất khẩu công nhân xây dựng sang một số nước Trung Đông (chủ yếu là Iraq), Các Tiểu vương quốc Ả Rập Thống nhất và Kuwait. Năm 1992, Việt Nam ký các hợp đồng xuất khẩu thuyền viên với Đài Loan, Hàn Quốc.

### Giai đoạn 2001 đến nay
| Số liệu nhân công Việt Nam ra nước ngoài | Số liệu nhân công Việt Nam ra nước ngoài | Số liệu nhân công Việt Nam ra nước ngoài |
| Năm                                      | Số người                                 | Số quốc gia nhận                         |
| ---------------------------------------- | ---------------------------------------- | ---------------------------------------- |
| 2012                                     | 80.320                                   | 33                                       |
| 2013                                     | 88.155                                   | 38                                       |
| 2014                                     | 106.840                                  | 29                                       |
| 2015                                     | 119.530                                  | 22                                       |
| 2016                                     | 126.296                                  | 28                                       |
| 2017                                     | 134.751                                  | -                                        |
| 2018                                     | 142.860                                  | -                                        |
| 2019                                     | 152.530                                  | -                                        |

| Thị trường xuất khẩu năm 2011 | Thị trường xuất khẩu năm 2011 | Thị trường xuất khẩu năm 2011 | Thị trường xuất khẩu năm 2011 | Thị trường xuất khẩu năm 2011 |
| ----------------------------- | ----------------------------- | ----------------------------- | ----------------------------- | ----------------------------- |
| Địa điểm                      | Địa điểm                      |                               | Số người                      | Số người                      |
| Đài Loan                      | Đài Loan                      |                               | 34.998                        | 34.998                        |
| Hàn Quốc                      | Hàn Quốc                      |                               | 15.049                        | 15.049                        |
| Malaysia                      | Malaysia                      |                               | 9.195                         | 9.195                         |
| Nhật Bản                      | Nhật Bản                      |                               | 6.373                         | 6.373                         |
| Ả Rập Xê Út                   | Ả Rập Xê Út                   |                               | 3.514                         | 3.514                         |
| Lào                           | Lào                           |                               | 3.581                         | 3.581                         |
| Campuchia                     | Campuchia                     |                               | 2.556                         | 2.556                         |
| Macao                         | Macao                         |                               | 1.826                         | 1.826                         |
| UAE                           | UAE                           |                               | 1.128                         | 1.128                         |
| Cộng hòa Síp                  | Cộng hòa Síp                  |                               | 0.792                         | 0.792                         |
| Israel                        | Israel                        |                               | 0.327                         | 0.327                         |
| Nga                           | Nga                           |                               | 0.301                         | 0.301                         |
| Algérie                       | Algérie                       |                               | 0.204                         | 0.204                         |
| khác                          | khác                          |                               | 1.631                         | 1.631                         |

Từ năm 2006 đến 2008, trung bình mỗi năm có hơn 83.000 lao động xuất khẩu sang nước ngoài, chiếm khoảng 5% tổng số lao động được giải quyết việc làm trong cả nước. Đến năm 2009 đã có khoảng 500.000 lao động Việt Nam làm việc ở 40 quốc gia và vùng lãnh thổ với hơn 30 nhóm ngành nghề khác nhau.
Vào thời điểm năm 2011, xét về lượng tiếp nhận thì lao động Việt Nam nhiều nhất tại Đài Loan, sau đó là Hàn Quốc, Malaysia, Nhật Bản, Ả Rập Xê Út, Lào, Campuchia,... Trong số đó lao động nữ chiếm gần 50%, chủ yếu làm trong ngành phục vụ cá nhân và xã hội và công nghiệp.
Một số thị trường khác như Brunei, Singapore, Các Tiểu vương quốc Ả Rập Thống nhất cũng đang được mở rộng. Các quốc gia phát triển có thu nhập cao như Úc, Mỹ, Canada, Phần Lan và Ý cũng là mục tiêu xuất khẩu lao động Việt Nam hướng đến.
Năm 2008, Hàn Quốc nhận thêm 12.000 lao động Việt Nam mới và tái tuyển dụng 6.000 lao động, tăng số lao động Việt Nam tại quốc gia này lên gần 50.000 lao động. Đến năm 2011, Việt Nam có khoảng 60.000 lao động tại Hàn Quốc và 85.650 tại Đài Loan - giữ vị trí thứ 2 về tổng số lao động nước ngoài tại Đài Loan.
Không giống với Đài Loan và Malaysia được xem là thị trường truyền thống ít đòi hỏi, Nhật Bản được đánh giá là thị trường có nhiều đòi hỏi cao. Tuy nhiên, theo những chính sách và chương trình hợp tác tạo nhiều thuận lợi, lượng tu nghiệp sinh Việt Nam sang Nhật làm việc ngày càng tăng. Với con số 35.000 tu nghiệp sinh theo thống kê năm 2011, Việt Nam đứng thứ 2 trong tổng số 14 nước có tu nghiệp sinh làm việc tại Nhật Bản (sau Trung Quốc).
Năm 2011, tổng số lao động Việt Nam xuất khẩu sang nước ngoài theo số liệu từ Cục Quản lý Lao động Ngoài nước là 81.475 người. Theo thống kê của Hiệp hội Xuất khẩu Lao động Việt Nam, con số này là 88.298 người. Riêng số lao động Việt Nam đang có mặt tại bốn thị trường lớn nhất là Đài Loan, Malaysia, Hàn Quốc và Nhật Bản là hơn 200.000 người (40% tổng số lao động Việt Nam tại nước ngoài).
Năm 2013, số người Việt lao động ở ngoại quốc tăng lên hơn 88.000. Trong đó, hơn 50% là ở Đài Loan. Nhật Bản và Malaysia là hai quốc gia lần lượt đứng thứ nhì và thứ ba về số lao động người Việt.
Năm 2019, tổng số lao động Việt Nam xuất khẩu là 152.530 người, trong đó hơn 50% là ở Nhật Bản.

## Văn bản pháp luật liên quan
Ngày ngày 9 tháng 11 năm 1991, Chính phủ ban hành Nghị định 370-HĐBT về quy chế đưa người lao động Việt Nam đi làm việc có thời hạn ở nước ngoài, cho phép các tổ chức kinh tế được thành lập và cấp giấy hoạt động xuất khẩu lao động.
Năm 1995, Nghị định 370 được thay thế bằng các văn bản sau:
- Nghị định 07/CP: Về việc quy định chi tiết một số điều của Bộ luật Lao động về đưa người lao động Việt Nam đi làm việc có thời hạn ở nước ngoài.
- Nghị định 05/CP: Về việc quy định chi tiết thi hành pháp lệnh thuế thu nhập đối với người có thu nhập cao.

Năm 2006, Luật Người lao động Việt Nam đi làm việc ở nước ngoài theo hợp đồng, chính thức được Quốc hội Việt Nam khóa XI thông qua (Số 72/2006/QH11 ngày 29 tháng 11 năm 2006), ban hành ngày 12 tháng 12 năm 2006 và có hiệu lực từ ngày 1 tháng 7 năm 2007.
Năm 2007, nhiều Nghị định liên quan làm rõ và hướng dẫn điều Luật trên ra đời, bao gồm:
- Nghị định 126/2007/NĐ-CP [24]: Quy định chi tiết và hướng dẫn thi hành một số điều trong Luật
- Nghị định 144/2007/NĐ-CP: Quy định xử phạt vi phạm hành chính trong hoạt động đưa người lao động Việt Nam đi làm việc ở nước ngoài [23]

Ngoài ra còn một số Quyết định về việc thành lập, quản lý và sử dụng Quỹ hỗ trợ việc làm ngoài nước; ban hành chương trình bồi dưỡng kiến thức cần thiết cho người lao động trước khi đi làm việc ở nước ngoài; quy định về tổ chức bộ máy chuyên trách xuất khẩu và bồi dưỡng kiến thức lao động sang nước ngoài; ban hành chứng chỉ bồi dưỡng kiến thức cần thiết cho người lao động trước khi đi làm việc ở nước ngoài.
Ở cấp độ thấp hơn là các Thông tư hướng dẫn chi tiết một số điều Luật và Nghị định; các Thông tư liên tịch quy định cụ thể về tiền môi giới và tiền dịch vụ; quy định việc quản lý và sử dụng tiền ký quỹ của doanh nghiệp và tiền ký quỹ của người lao động xuất khẩu; hướng dẫn chi tiết một số vấn đề về nội dung hợp đồng bảo lãnh và việc thanh lý hợp đồng bảo lãnh; hướng dẫn việc truy cứu trách nhiệm hình sự người có hành vi vi phạm pháp luật liên quan.
Năm 2020, Tại Kỳ họp thứ 10, Quốc hội khóa XIV đã thông qua Luật Người lao động Việt Nam đi làm việc ở nước ngoài theo hợp đồng 2020 , Luật này chính thức có hiệu lực từ ngày 01/01/2022.

## Quyền lợi pháp lý

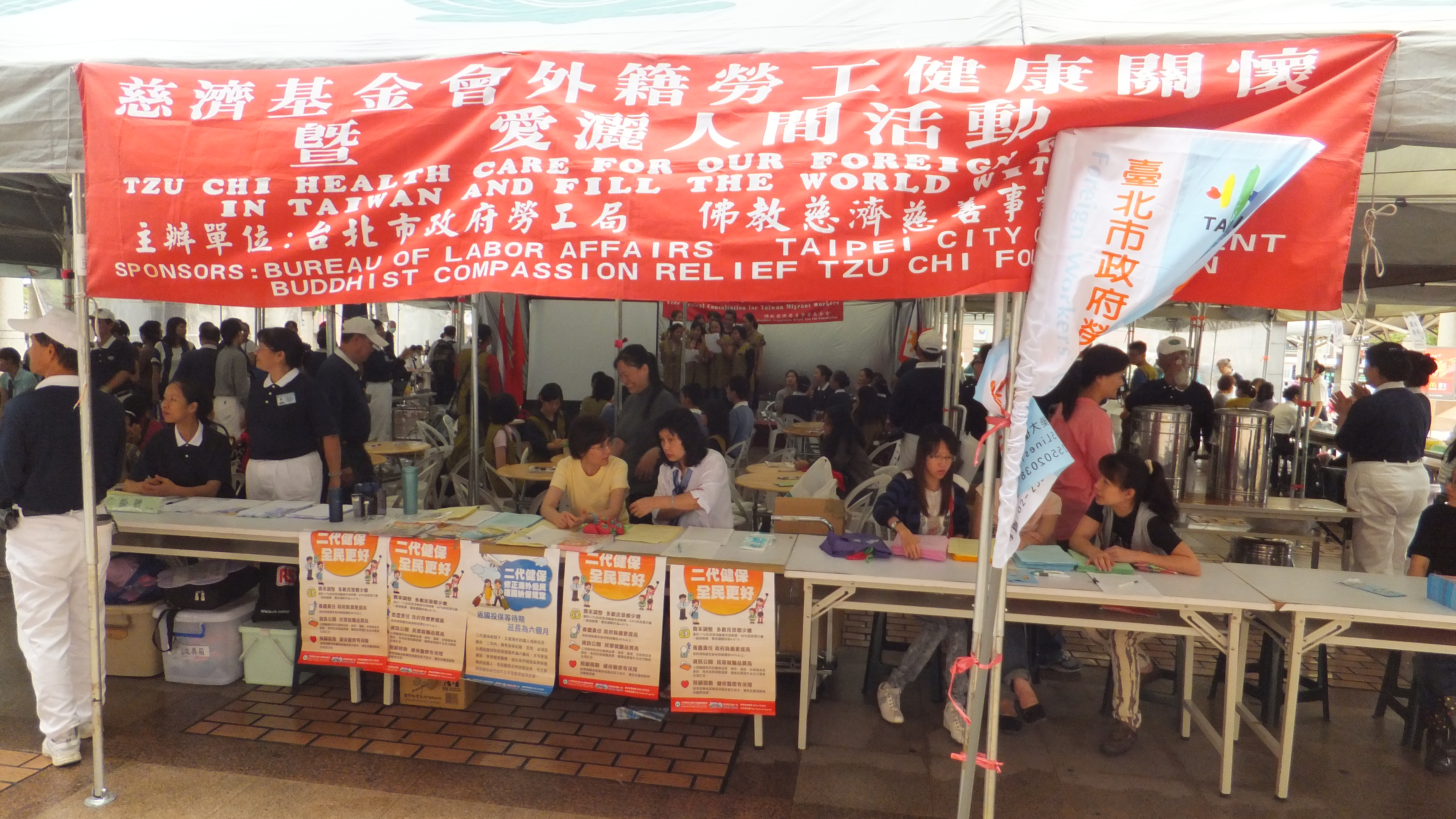
Tổ chức từ thiện và chính quyền thành phố Đài Bắc tổ chức kiểm tra sức khỏe lao động nước ngoài tại quảng trường Nam Khẩu năm 2011.

Người Việt Nam đi xuất khẩu lao động thì phải tuân thủ theo đúng luật của nước ngoài và đúng luật trong nước. Quyền lợi của người lao động Việt Nam tại nước ngoài tuỳ thuộc chủ yếu vào loại đối tượng, hình thức xuất khẩu lao động và chính sách đối đãi người lao động ở nước sở tại và sự quan tâm của chính quyền trong nước.
Lao động Việt Nam khi đi tu nghiệp tại Nhật được nhận chế độ đối xử như lao động bản địa dưới dạng "tu nghiệp sinh". Đây là một hình thức sang nước ngoài để học việc, tu nghiệp trong thời gian cho phép khoảng 3 năm.
Tại Đài Loan, khi suy thoái kinh tế diễn ra, nhiều nhân công nước ngoài bị cắt giảm. Theo luật lao động, dù không có việc làm, nhưng nếu công nhân vẫn tiếp tục ở công ty thì họ phải được hưởng lương căn bản hàng tháng. Nhưng hầu hết các công ty không áp dụng điều này đối với lao động nước ngoài. Bên cạnh đó, chính quyền vẫn tiếp tục cho lao động nước ngoài nhập cảnh, dẫn đến nhiều lao động sang chưa lâu phải sớm trở về nước.
Tại Malaysia, việc bảo vệ và thúc đẩy quyền của người lao động ở Malaysia còn nhiều hạn chế. Một số điều trái với luật lao động của Malaysia và trái với tiêu chuẩn lao động cơ bản của Tổ chức Lao động quốc tế (ILO) như việc chính phủ nước này ủy quyền cho các doanh nghiệp tự kiểm soát dịch chuyển công việc của lao động nhập cư. Mặt khác, theo luật pháp Malaysia, khi người lao động gặp rủi ro, các doanh nghiệp sử dụng lao động và doanh nghiệp môi giới sẽ đền bù cho gia đình người tử nạn. Tuy nhiên, nhiều gia đình trong trường hợp này nói rằng họ chưa hề biết đến số tiền đó.
Năm 2011, Malaysia tìm kiếm nguồn lao động giúp việc gia đình từ các nước, bao gồm Việt Nam trong tình trạng các chính sách bảo vệ quyền lợi của người lao động giúp việc gia đình còn chưa đầy đủ. Do đó, người lao động nước ngoài làm giúp việc tại Malaysia dễ gặp rủi ro và ít được bảo vệ. Phương tiện báo chí đã nêu lên một số điển hình về tình trạng giữ tiền lương, hành hạ hoặc lạm dụng người lao động giúp việc.

## Vay vốn
Nhiều ngân hàng tại Việt Nam có hình thức cho vay xuất khẩu lao động, bao gồm không thế chấp tài sản với một số đối tượng ưu tiên. Tuy nhiên, việc này gặp nhiều khó khăn trong vấn đề cung ứng vốn. Đại diện các ngân hàng cho rằng tỉ lệ nợ xấu, quá hạn tăng cao khiến các ngân hàng lo ngại. Năm 2010, một số tỉnh có số người xuất khẩu lao động vay nợ quá hạn cao từ 10 đến 15%. Lý do chủ yếu là do lao động phải về nước trước thời hạn (50%) hoặc không chịu trả nợ (20%). Các thị trường có tỉ lệ nợ xấu lớn là Malaysia (29%), Đài Loan (7,4%), Hàn Quốc (6,45)... Tuy nhiên, theo đánh giá của nhiều doanh nghiệp trong ngành, nguồn vốn để cho vay còn hạn chế, mức cho vay còn thấp, thủ tục vẫn quá phức tạp. Đại diện phía ngân hàng, phó tổng giám đốc Agribank, cho biết hiện chưa có quy chế quản lý thu nhập của người lao động đã vay vốn nên việc thu hồi khoản cho vay khi đến hạn vô cùng khó khăn. Việc chỉ một số đối tượng ưu tiên mới được vay không thế chấp đồng nghĩa với những đối tượng có mức sống cao hơn chuẩn nghèo rất khó có điều kiện vay, đặc biệt là những thị trường yêu cầu chi phí cao.

## Lao động hồi hương
Các lao động Việt Nam về nước đúng hạn hợp đồng chiếm tỉ lệ cao. Năm 2008, Việt Nam có gần 41.000 lao động về nước, 74% về nước đúng hạn. Năm 2009, các con số này tăng lên, có hơn 51.000 lao động về nước, trong đó hơn 80% về nước đúng hạn hợp đồng.
Ngoài ra, một số lao động Việt Nam bị lừa và lao động vất vả đã tìm được cách xoay xở tiền lương để về nước trước hạn (nếu không bị giữ giấy tờ tuỳ thân). Nhiều lao động tại 12 nước thuộc Liên minh châu Âu mất việc làm hoặc bị cắt hợp đồng bởi nhiều lý do, một số cố gắng ở lại tìm kiếm cơ hội mới nhưng phần lớn phải về nước tìm việc làm kéo theo hàng loạt vấn đề kinh tế - xã hội cần giải quyết.
Số khác là do lao động vi phạm nội quy khi làm việc ở nước ngoài bị trả về. Năm 2011, huyện Đăk Rong có 109/197 người phải xuất cảnh về lại địa phương.
Các địa phương chưa có đầy đủ giải pháp giải quyết những vấn đề rủi ro cho lao động sau khi về nước, chưa tạo được sự kết nối giới thiệu việc làm cho lao động về nước trước hạn hay hết hạn.

## Trợ giúp

### Chính phủ Việt Nam
Nhằm giải quyết những mặt khó khăn và thúc đẩy xuất khẩu lao động, tháng 9 năm 1998, Bộ Chính trị ra Chỉ thị 41/CT-TƯ về xuất khẩu lao động và chuyên gia. Theo đó, các doanh nghiệp xuất khẩu lao động không bắt người lao động phải ký quỹ quá nhiều. Năm 2008, Chính phủ phê duyệt dự án "Đẩy mạnh xuất khẩu lao động, góp phần giảm nghèo nhanh, bền vững tại các huyện nghèo giai đoạn 2009-2015", kết hợp các doanh nghiệp hỗ trợ người lao động diện chính sách về phí đào tạo, ăn ở, đi lại, thủ tục làm việc ở nước ngoài cùng các chính sách tín dụng ưu đãi.
Năm 2009, Chính phủ tiếp tục thông qua dự án "Hỗ trợ các huyện nghèo đẩy mạnh xuất khẩu lao động góp phần giảm nghèo bền vững giai đoạn 2009-2020", triển khai tại 62 huyện nghèo trong nước.
Năm 2010, tổng số lao động được vay vốn xuất khẩu lao động là gần 82.000 người với tổng số vốn cho vay đạt gần 1.700 tỷ đồng. Từ năm 2007 đến 2010, cơ quan chuyên ngành đã tiếp nhận, xử lý 1.184 khiếu nại của người lao động; thanh tra và xử lý vi phạm hành chính 119 lượt doanh nghiệp, thu hồi giấy phép của 4 doanh nghiệp.

### Chính phủ nước ngoài
Chính quyền Hoa Kỳ có một số trợ giúp đối với người lao động xuất khẩu Việt Nam bị lừa đảo.
Năm 2001, tại đảo Samoa, thuộc địa của Hoa Kỳ, dưới sự kêu gọi của số tổ chức cộng đồng người Việt hải ngoại, chính quyền Hoa Kỳ đã tiến hành điều tra một công ty Hàn Quốc và tuyên án chủ tịch công ty 40 năm tù về tội buôn người. Số lao động xuất khẩu Việt Nam làm việc cho công ty này thoát khỏi tình trạng bị ngược đãi, bỏ đói và không được trả lương vào khoảng 250 người, đồng thời những công nhân ở lại được giúp đỡ định cư vĩnh viễn tại Hoa Kỳ. Ngày 2 tháng 12 năm 2004, chính phủ Hoa Kỳ đã viện trợ 155.000 USD cho Tổ chức Quốc tế về Di dân (IOM) nhằm giúp công tác chống nạn buôn người và hòa nhập cộng đồng cho các nạn nhân Việt Nam còn ở lại. Những người trở về nước được đền bù số tiền rất thấp.
Năm 2011, hai công ty quốc doanh Việt Nam gồm Interserco và Vinamotors, có trụ sở tại Hà Nội, cùng hai công ty Mỹ bị người lao động xuất khẩu khởi kiện lên tòa án tại Texas, Hoa Kỳ vì tội buôn người và cưỡng ép lao động. Tờ báo The Houston Chronicle cho biết, tòa án quận Harris bang Texas đã ra phán quyết yêu cầu hai bên công ty mội giới bồi thường tổng cộng là 60 triệu đôla cùng một số điều khoản đi kèm khác cho các nạn nhân.

### Tổ chức phi chính phủ
Liên Minh Bài Trừ Nô Lệ Mới ở châu Á (Coalition to Abolish Modern-day Slavery in Asia - CAMSA) là một mạng lưới phối hợp hoạt động của các tổ chức có cùng mục đích chống nạn buôn người ở châu Á và khắp nơi trên thế giới, cũng đã giúp nhiều công nhân Việt Nam tại Mã Lai.
Linh mục Phêrô Nguyễn Văn Hùng thành lập Văn phòng Trợ giúp Pháp lý Công nhân và Cô dâu Việt Nam tại Đài Loan ở thành phố Đào Viên vào năm 2004 để trợ giúp người Việt sống và làm việc tại Đài Loan, ông đã là người chỉ trích sự bóc lột và nhục mạ người lao động và cô dâu nước ngoài, từ năm 2004 đến 2006 đã giúp đỡ hơn 2000 người Việt thoát lao động đày ải và lạm dụng tình dục, khiến cho Bộ Ngoại giao Hoa Kỳ xếp Đài Loan vào danh sách các quốc gia cần quan tâm về nạn buôn người, và ông được Bộ Ngoại giao Hoa Kỳ công nhận là "anh hùng đấu tranh nhằm chấm dứt chế độ nô lệ hiện đại", cũng nhờ thế Đài Loan đã phần nào thay đổi chinh sách đối với người nước ngoài.

## Hiệu quả

### Giải quyết việc làm
Mặc dù nền kinh tế của Việt Nam đã phục hồi và tiếp tục tăng trưởng, phần lớn người Việt Nam vẫn trong tình trạng nghèo đói, thất nghiệp, trình độ giáo dục chưa cao. Mong muốn cải thiện đời sống là nguyên nhân chính thúc đẩy người lao động Việt Nam đi làm việc tại nước ngoài.
Theo thống kê năm 2009, Việt Nam có 46,7 triệu lao động, chiếm hơn 50% dân số, trong đó 90% hoạt động ở khu vực kinh tế ngoài nhà nước. Bên cạnh đó, mỗi năm có thêm hơn 1 triệu người đến tuổi lao động. Thêm vào đó, mức độ gia tăng của lực lượng lao động trong bối cảnh tỷ lệ thất nghiệp ở thành thị và tỷ lệ thời gian nhàn rỗi ở nông thôn tương đối cao đặt ra những vấn đề giải quyết việc làm cho người lao động. Trong đó, xuất khẩu lao động được xem một giải pháp để giảm tỷ lệ thất nghiệp tại Việt Nam.

## Thách thức

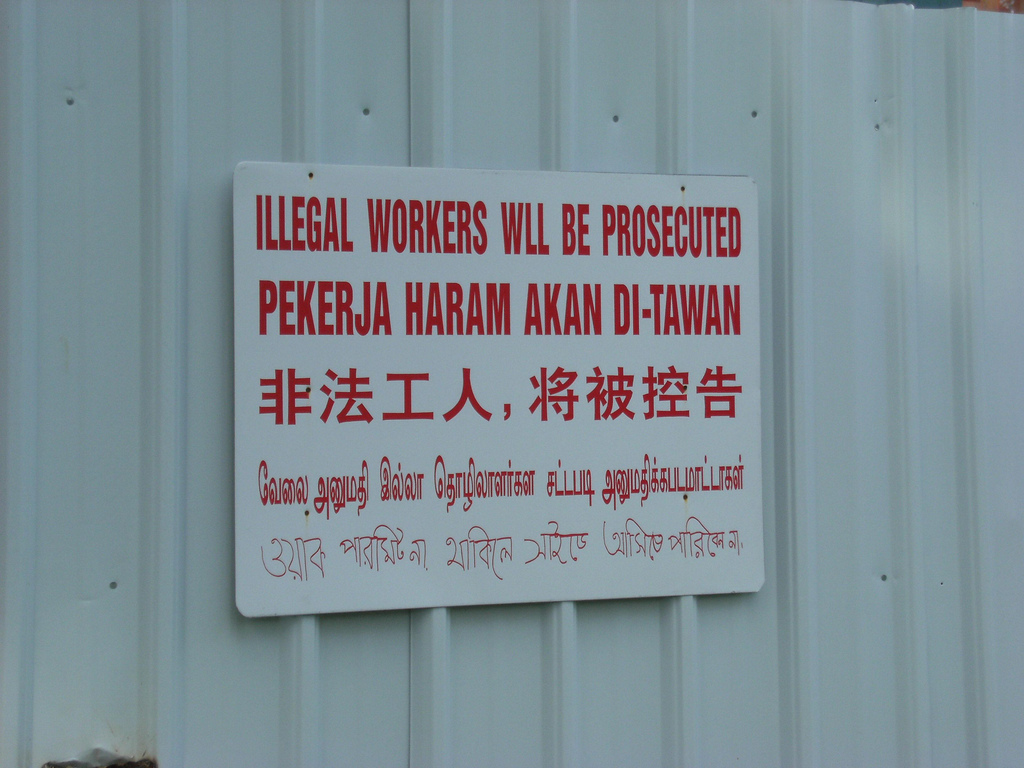
Biển báo với thông điệp "Người lao động bất hợp pháp sẽ bị truy tố" viết bằng 5 thứ tiếng thông dụng tại Singapore.

#### Bỏ trốn và lưu trú bất hợp pháp

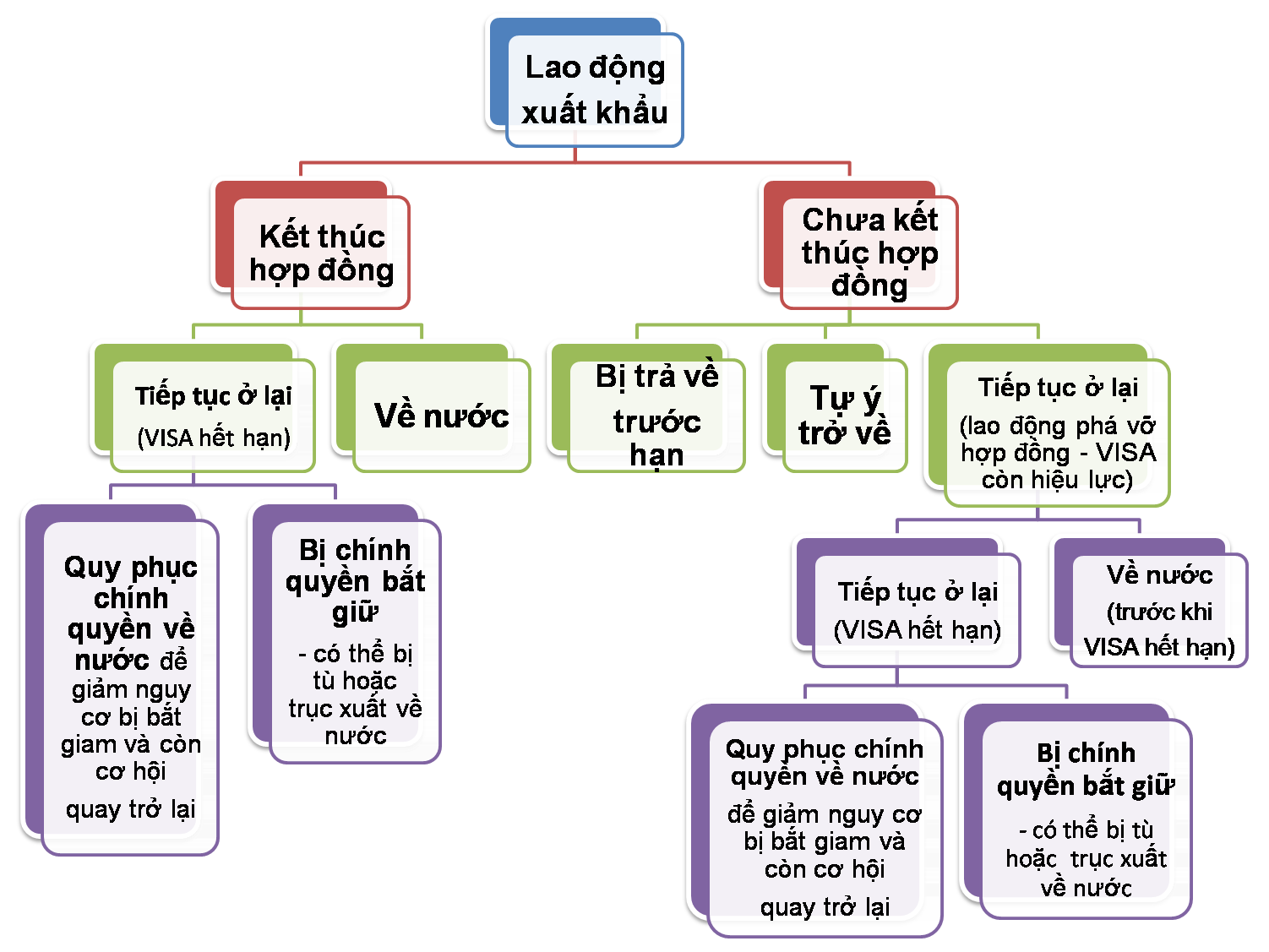
Con đường về nước của lao động xuất khẩu, bao gồm lưu trú bất hợp pháp

#### Lừa đảo và buôn người

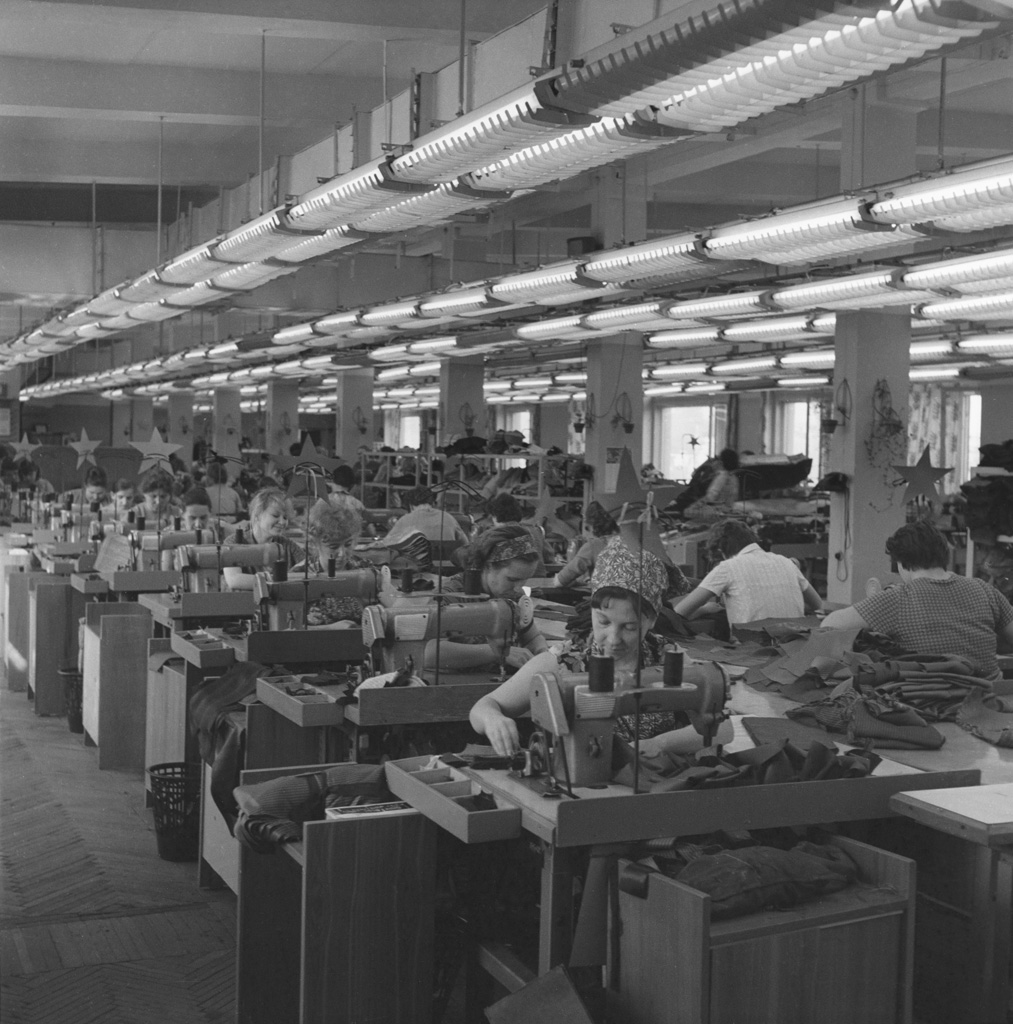
Một nhà máy may Bolshevik tại Nga